# 해주 석씨
해주 석씨(海州石氏)는 황해도 해주시를 본관으로 하는 한국의 성씨이다. 시조 석성(石星)은 명나라 병부상서(兵部尙書)로서 임진왜란이 일어나자 조선에 원병을 파견하는 데 기여하였으나, 명나라 국운이 쇠하여진 책임을 지고 투옥(投獄)되자, 그의 아들 석담(石潭)이 조선으로 망명하였다.

## 역사
시조(始祖) 석성(石星)은 명나라 위군(魏郡) 동명(東明) 사람으로, 1559년(가정 38년) 진사(進士)가 되고, 이과급사중(吏科給事中)에 발탁되었으며, 신종(神宗) 때 호부(戶部)와 공부(工部)의 상서(尙書)를 지내고, 병부 상서(兵部尙書)에 이르렀다. 1584년(신종 12년) 종계변무에 힘써 성공시켰으며, 임진왜란 때 조정의 반대를 무릅쓰고 조선에 원병(援兵)을 파견하는 데 결정적인 역할을 하였다.
《해주석씨족보》(海州石氏族譜)에 따르면, 석성의 계부인(繼夫人) 류씨(柳氏)는 남경 호부시랑(戶部侍郞)의 딸로서, 일찍이 부모를 여의고 곤란을 당하던 중 조선의 역관(譯官) 홍순언의 구호를 받은 바 있어, 그 보은의 뜻으로 조선의 종계변무와 임진왜란 때의 원병을 지원하게 하는데 숨은 공적이 컸다고 한다.
그 후 명나라 신종(神宗)은 사신(使臣) 심유경을 조선에 보내 왜군과의 화의(和議)를 추진했으나 실패하자, 막대한 군비 조달로 국운이 쇠하여진 책임을 석성(石星)에게 물어 투옥시켰다.
석성의 옥중(獄中) 유언에 따라 그의 아들 중 차남 석천(石洊)은 1597년(만력 25년, 조선 선조 30년) 배를 타고 요동과 호남을 거쳐 동래하여 가야산(伽倻山) 남쪽 군성산(君聖山) 아래 성주 대명동(星州大明洞)에 정착하면서 성주 석씨(星州石氏)가 되었고, 장남 석담(石潭)은 유배지에서 풀려나와 어머니 류씨(柳氏)를 모시고 해주(海州)에 이르자 왕(王)이 수양군(首陽君)에 봉하고 수양산 아래의 땅을 식읍으로 하사하여 해주(海州)로 사적(賜籍)하였다. 그 후 석담(石潭)의 작은 아들 석귀당(石貴棠)과 손자 석난(石亂 : 귀실의 아들)이 청나라 사람을 피하여 산음현(山陰縣) 모호리(毛好里 : 지금의 경상남도 산청군 생초면 평촌리 추내동)에 이거(移居)하여 세계를 이어왔다.

## 항렬자
| 12世   | 13世   | 14世   | 15世   | 16世   | 17世   |
| ------ | ------ | ------ | ------ | ------ | ------ |
| 상(尙) | 종(宗) | 장(章) | 봉(鳳) | 상(相) | 희(熙) |

## 집성촌
- 경상남도 산청군 금서면
- 경상남도 함양군

- 1985년 580가구 2,664명
- 2000년 270가구 942명

## 같이 보기
- 성주 석씨
- 조주 석씨